# Heliophanoides bhutanicus
Heliophanoides bhutanicus là một loài nhện trong họ Salticidae. Loài này được phát hiện ở Bhutan.